# Lew Sergejewitsch Lebedjanski
Lew Sergejewitsch Lebedjanski (russisch Лев Сергеевич Лебедянский; * 12. Oktoberjul. / 24. Oktober 1898greg. in Woronesch; † 30. Januar 1968 in Kolomna) war ein russisch-sowjetischer Eisenbahningenieur.

## Leben
Lebedjanski besuchte von 1908 bis 1912 die Realschule in Welikije Luki. Er studierte nach der Oktoberrevolution am Petrograder Polytechnischen Institut in der Mechanik-Fakultät mit Abschluss 1921 als Ingenieur-Mechaniker.
Im Februar 1922 kam Lebedjanski in das W.-W.-Kuibyschew-Werk Kolomna und arbeitete dort bis zu seiner Pensionierung 1963. Er begann als Ingenieur-Konstrukteur für Dampflokomotivbau und nahm an der Projektierung und dem Bau der ersten sowjetischen Dampflokomotiv-Baureihe Su teil. Von April 1927 bis April 1929 war er Assistent des Chefs der Dampflokomotivenmontage-Halle. Im Mai 1929 wurde er Vizeleiter des Dampflokomotivbüros.
Daneben lehrte Lebedjanski von 1928 bis 1929 Höhere Mathematik und Materialfestigkeit am Arbeiter-Abendtechnikum des Werks Kolomna, das jetzt das Polytechnik-College Kolomna ist. Auch leitete er von 1928 bis 1930 am Moskauer Institut für Verkehrs-Ingenieure (MIIT) die Diplomarbeiten-Projektierung und war von 1932 bis 1936 an der Technischen-Bauman-Hochschule Moskau (MWTU) Industrie-Lehrer bei der Verteidigung der Diplomarbeiten.
In dem 1930 gegründeten Zentralen Lokomotivprojektbüros (ZLPB) war Lebedjanski Leiter der Dampflokomotivabteilung und wurde dann Vizeleiter und Chefkonstrukteur des Lokomotivprojekts. Nach der Umorganisation des ZLPB war er Vizechefkonstrukteur für den Lokomotivbau. Im Mai 1939 wurde er Lokomotivbau-Chefkonstrukteur im Werk Kolomna. Im Deutsch-Sowjetischen Krieg war das Werk Kolomna von November 1941 bis Februar 1942 als Werk N 38 des Volkskommissariats für Panzerindustrie der UdSSR in Kirow evakuiert. Nach der Rückkehr blieb er bis Juni 1963 ständiger Chefkonstrukteur des Werks Kolomna.

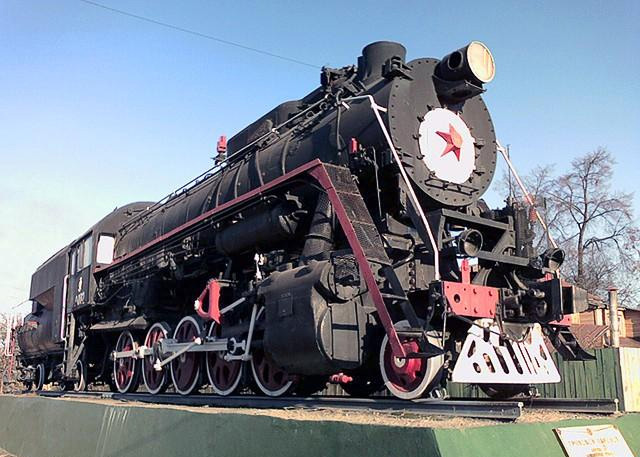
Dampflokomotive L-0012 (Denkmal in Kolomna)

Unter Lebedjanskis Leitung oder mit seiner direkten Beteiligung entstanden die Dampflokomotiven FD (Feliks Dzierżyński, Werksbezeichnung 1P (Pobeda=Sieg), 1931), IS (Josef Stalin, 2P, 1932), 5P (projektiert 1934), 9P (1935), Er, 2-3-2K (P12, 1937), L (Lebedjanski, P32, 1945), P34 (1948), OR23 (1949), P36 (1950), P38 (1954) sowie der Kondensationstender P11 zur Dampflokomotive SO19 (1936), ein Booster, die Dampf-Dieselmotor-Hybrid-Lokomotive TP1-1 (1939), die Diesellokomotiven TE50 (Prototyp 1958), TEP60 (1960), TGP50 mit hydraulischem Antrieb (1962) und die Gasturbinenlokomotiven G1 (1959) und GP1 (1964). Die IS-Dampflokomotive wurde auf der Weltfachausstellung Paris 1937 mit dem Grand Prix ausgezeichnet.
Bei der Ausstellung der neuen Lokomotiven der UdSSR im April 1963 wurde auch die Gasturbinenlokomotive G1-01 vorgestellt. Beim Besuch der Ausstellung kritisierte der Erste Sekretär der KPdSU Nikita Chruschtschow den niedrigen Wirkungsgrad der Gasturbinenlokomotive, worauf Lebedjanski ungewöhnlicherweise widersprach und Chruschtschow ohne Diskussion die Ausstellung verließ. Als im Juni des Jahres Lebedjanski der Abbruch der Gasturbinenlokomotiventwicklung mitgeteilt wurde, kam es zum Streit, worauf er einen Herzinfarkt erlitt und mit einem Krankenwagen ins Krankenhaus kam. Er kündigte dann. Später war er infolge eines Schlaganfalls rechtsseitig gelähmt.

## Ehrungen, Preise
- Medaille „Für heldenmütige Arbeit im Großen Vaterländischen Krieg 1941–1945“
- Stalinpreis II. Klasse (1947) mit den Konstrukteuren der Dampflokomotiv-Baureihe L[1]
- Leninorden[1]
- Orden des Roten Banners der Arbeit (zweimal)[1]
- Eisenbahner-Ehrenzeichen der UdSSR (zweimal)[1]